# Взглядово (Новгородская область)
Взгля́дово — деревня в Шимском районе Новгородской области в составе Подгощского сельского поселения.

## География
Находится в западной части Новгородской области на расстоянии приблизительно 16 км на юг по прямой от районного центра поселка Шимск.

## История
На карте 1840 года уже была обозначена.

## Население
Численность населения: 0 человек в 2002 году, 2 в 2010.